# اوپتیک فوتونیک
اپتیک فوتونیک یا فوتونیک نوری، زمینه‌ای پیشرفته در علوم و مهندسی است که به بررسی و استفاده از خواص و رفتار فوتون‌ها (ذرات نوری) در سیستم‌ها و دستگاه‌ها می‌پردازد. این حوزه تلاش می‌کند تا نور را به عنوان یک رسانه انرژی برای انتقال، تقویت و کنترل اطلاعات به کار بگیرد. در ادامه مردهای مرتبط خوانده می‌شود.

## کاربرد
اپتیک فوتونیک در حوزه‌های مختلفی کاربرد دارد و تأثیرگذاری چشمگیری در تحقیقات علمی و صنعت دارد. مهم‌ترین کاربردهای اپتیک فوتونیک عبارت است از:

### ارتباطات نوری
اپتیک فوتونیک به واسطه قابلیت‌هایش مانند سرعت بالا، پهنای باند بزرگ و کارایی بالا، امکان انتقال اطلاعات با سرعت بسیار بالا را فراهم می‌کند. این فناوری در شبکه‌های ارتباطات، اینترنت پرسرعت و ارتباطات ماهواره‌ای استفاده می‌شود.

#### سنسورها
اپتیک فوتونیک در طراحی و توسعه سنسورها کاربرد دارد. با استفاده از خواص نوری، سنسورهایی ساخته می‌شوند که قادر به اندازه‌گیری و تشخیص انواع پارامترها از جمله دما، فشار، رطوبت و ترکیبات شیمیایی هستند. این سنسورها در بسیاری از صنایع از جمله محیط زیست، پزشکی و صنعتی استفاده می‌شوند.

##### لیزرها
لیزرها یکی از کاربردهای بسیار مهم اپتیک فوتونیک هستند. لیزرها با استفاده از تشدید نور کوچک‌موج‌ها، به تولید نور جهت دار می‌پردازند. این فناوری در صنایع مختلف از جمله پزشکی، ارتباطات نوری، برش و حکاکی، تشخیص و تحقیقات علمی استفاده می‌شود.

## ویژگی‌ها
اپتیک فوتونیک به واسطه ویژگی‌های خاص خود، از جمله صرفه‌جویی در انرژی، سرعت بالا، پهنای باند بزرگ، دقت بالا و کارایی بالا، توانسته‌است نقش مهمی در توسعه فناوری‌های جدید ایفا کند. ویژگی‌های اپتیک فوتونیک عبارت اند از:

### سرعت بالا
اپتیک فوتونیک، نور را به عنوان رسانه‌ای برای انتقال اطلاعات استفاده می‌کند. سرعت نور در مقایسه با سرعت الکترون‌ها در مدارهای الکترونیکی بسیار بالاتر است. این امر باعث می‌شود که سیستم‌های اپتیک فوتونیک قابلیت انتقال اطلاعات با سرعت فوق‌العاده بالا را داشته باشند.

### پهنای باند بزرگ
با استفاده از خواص نوری، اپتیک فوتونیک قابلیت انتقال پهنای باند بسیار بزرگی را فراهم می‌کند. این به معنای انتقال همزمان بیشتر اطلاعات در یک زمان مشخص است و باعث افزایش ظرفیت ارتباطات می‌شود.

### صرفه‌جویی در انرژی
سیستم‌های اپتیک فوتونیک به‌طور کلی مصرف انرژی کمتری نسبت به سیستم‌های الکترونیکی مشابه دارند. این امر می‌تواند منجر به صرفه‌جویی در منابع انرژی و کاهش هزینه‌ها شود.

### دقت بالا
به دلیل طبیعت نور و خواص اپتیکی آن، سیستم‌های اپتیک فوتونیک دقت بالایی در اندازه‌گیری و کنترل اطلاعات دارند. این ویژگی می‌تواند در برخی کاربردها مانند سنسورها و دستگاه‌های پزشکی بسیار مهم باشد.

## ارتباط با فیزیک حالت جامد
اپتیک فوتونیک در فیزیک حالت جامد از طریق استفاده از مواد جامد، ساختارهای نانومتری و ترکیبات مختلف، می‌تواند در به دست آوردن پدیده‌ها و اثرات نوری خاصی کمک کند. به عنوان مثال، در فیزیک لیزرهای نورکاشت، اپتیک فوتونیک به عنوان یک بخش اساسی استفاده می‌شود. در این حالت، نور با استفاده از اپتیک فوتونیک به شکل پالس‌های کوتاه و قدرتمند تقویت می‌شود.
بنابراین، اپتیک فوتونیک با فیزیک حالت جامد ارتباط مستقیمی دارد و استفاده از مفاهیم و تکنیک‌های این دو حوزه می‌تواند به پیشرفت و توسعه فناوریهای نوری و فوتونیک کمک کند.

## کاربرد اپتیک فوتونیک در صنعت
- ارتباط‌های نوری: استفاده از فیبرهای نوری برای     انتقال داده‌ها در شبکه‌های ارتباطی تلفن همراه، اینترنت و شبکه‌های داده برای افزایش سرعت و پهنای باند در ارتباط‌های نوری جای می‌گیرد.
- صنعت نمایشگرها: استفاده از فناوری‌های اپتیک فوتونیک در تولید نمایشگرهای الکترونیکی مانند تلویزیون‌ها، اسکرین‌های نوری در این طبقه‌بندی تقسیم می‌شوند.
- تشخیص و تصویربرداری پزشکی: استفاده از فناوری‌های اپتیک فوتونیک در تصویربرداری     پزشکی، توموگرافی و سیستم‌های تشخیص غیرتماسی می‌باشد.
- فناوری لیتوگرافی: استفاده از فناوری‌های اپتیک فوتونیک در تولید مدارهای مجتمع نیمه‌هادی و تراشه‌های الکترونیکی با استفاده از روش‌های لیتوگرافی در این طبقه‌بندی است.
- سنسورها و ابزارهای اندازه‌گیری: استفاده از فناوری‌های اپتیک فوتونیک در تولید سنسورها و ابزارهای اندازه‌گیری دقیق مانند سنسورهای فشار، سنسورهای دما و سنسورهای شیمیایی.
- اپتیک فوتونیک کوانتومی: استفاده از خواص کوانتومی نور و مواد در اپتیک فوتونیک برای تولید سیستم‌ها و دستگاه‌های کوانتومی مانند کامپیوترهای کوانتومی، رمزنگاری     کوانتومی و سنسورهای کوانتومی می‌باشد.

این فقط چند نمونه از کاربردهای اپتیک فوتونیک در صنعت هستند و با توسعه فناوری‌های جدید، کاربردهای بیشتری نیز می‌توان در آینده مشاهده کرد.

## نتایج
اپتیک فوتونیک به واسطه کاربردها و ویژگی‌های خاص خود، نتایج مهمی را به همراه داشته که برخی از نتایج اصلی عبارت است از:
- پیشرفت در ارتباطات:

به واسطه سرعت بالا و پهنای باند بزرگ، اپتیک فوتونیک توانسته‌است در حوزه ارتباطات نوری بهبودهای چشمگیری را ایجاد کند که این پیشرفت‌ها باعث افزایش سرعت و کارایی شبکه‌های ارتباطات و اینترنت پرسرعت شده‌است.
- انتقال سریع اطلاعات:

یکی از ویژگی‌های اصلی اپتیک فوتونیک، انتقال سریع و بالابردن سرعت انتقال اطلاعات است. با استفاده از فیبرهای نوری می‌توان برابر با گیگابیت‌ها و ترابیتها سرعت انتقال داده‌ها را افزایش داد.
- پهنای باند بالا:

اپتیک فوتونیک قابلیت انتقال اطلاعات در پهنای باند بالا را فراهم می‌کند. این ویژگی می‌تواند در انتقال داده‌های بزرگ و پرسرعت مانند در شبکه‌های ارتباطی، سیستم‌های انتقال داده و سرورهای ابری مورد استفاده قرار گیرد.
- مقاومت

در برابر تداخل الکترومغناطیسی: سیستم‌های اپتیک فوتونیک به دلیل عدم وابستگی به میدان‌های الکترومغناطیسی خارجی، مقاومت بیشتری در برابر تداخلات الکترومغناطیسی نسبت به سیستم‌های الکترونیکی دارند.